# LGV Bordeaux–Toulouse
Az LGV Bordeaux–Toulouse egy tervezett, 200 km hosszú kétvágányú, 25 kV 50 Hz-cel villamosított, nagysebességű franciaországi vasútvonal Bordeaux és Toulouse városok között.
Megépítésével:
- Létrejönne a nagysebességű kapcsolat az LGV Sud Europe Atlantique vasútvonallal, így a Párizs–Toulouse menetidő 3 órára csökkenne.
- Létrejönne az úgynevezett Déli Kapcsolat első szakasza, mely révén Bordeaux és Nizza Toulouse-on, Montpellieren és Marseille-en keresztül nagysebességű kapcsolatban lenne.

## Jellemzői
A projekt előtanulmányát 2002 és 2004 között készítette el a francia vasúthálózatot üzemeltető Réseau Ferré de France.
Ennek értelmében:
- a szakasz végállomásai a hagyományos városközponti állomások maradnak (Bordeaux St-Jean és Toulouse Matabiau)
- megépül két közbeeső állomás (Agen és Montauban)
- az Agen–Toulouse szakasz a Garonne völgyében az A62-es autópályát követi
- a Bordeaux–Agen szakasz nyomvonalára három változat létezik: 
  - a Garonne völgyétől északra
  - a Garonne völgye mentén
  - a Garonne völgyétől délre, Captieux érintésével

A legvalószínűbb a harmadik nyomvonal megépítése, mivel a közbeeső Mont de Marsan állomás megépítésével a Pireneusok északi oldalán fekvő városok (Pau, Lourdes, Tarbes) is bekapcsolódhatnak a TGV-hálózatba.
A terveken egyelőre nem szerepel Bordeaux városának elkerülése, ezért a Toulouse-ba tartó szerelvények áthaladnak majd a városközpontban lévő St-Jean állomáson. A tulajdonképpeni nagysebességű vonal Bordeaux-tól délre, Hourcade mellett indulna és Toulouse-tól északnyugatra, St-Jory mellett érne véget. A pályát 320 km/h sebességre tervezik. A menetidő jelentősen lecsökkenne: Bordeaux-Toulouse 59 perc, Párizs-Toulouse 3 óra 14 perc lenne (3:07, ha a vonat nem áll meg Bordeauxban).
A pálya átadását 2030 körülire tervezik. Költségét 3 milliárd euróra becsülik.

## Nyilvános vita
A 2005. november 25-én lezárt nyilvános vitán a következő eredmények születtek:
- az Agen–Montauban–Toulouse szakasz megépítésének nagy a támogatottsága, hiszen megépítésével egy kevésbé környezetszennyező közlekedési folyosó épül ki a Garonne völgyében,
- megoldást kell találni a TGV és a Toulouse-Blagnaci repülőtér utasforgalmának összekapcsolására,
- felmerült a vonal által okozott lehetséges környezeti rombolás, elsősorban Captieux vidékén,
- prioritásként kell kezelni a csatlakozást az LGV Sud Europe Atlantique vonalhoz.

Ezek figyelembevételével a Réseau Ferré de France 2006-ban a projekt további elemzéséről döntött.

## Fordítás
- Ez a szócikk részben vagy egészben  a   LGV Bordeaux-Toulouse című angol Wikipédia-szócikk ezen változatának fordításán alapul.  Az eredeti cikk szerkesztőit annak laptörténete sorolja fel. Ez a jelzés csupán a megfogalmazás eredetét és a szerzői jogokat jelzi, nem szolgál a cikkben szereplő információk forrásmegjelöléseként.